# اللغة الشيروكية
اللغة الشيروكية (الشيروكية: ᏣᎳᎩ ᎦᏬᏂᎯᏍᏗ, romanized: Tsalagi Gawonihisdi, ‎chr‏)، هي لغة ايروكوية أمريكية يتكلم بها قبائل الشيروكي في ولاية أوكلاهوما الأمريكية بشكل رئيس، اللغة الشيروكية هي اخر اللغات الايروكوية الجنوبية، وهي تختلف بشكل كبير عن اللغات الايروكوية الأخرى. لدى اللغة الشيروكية نظام كتابة مقطعي فريد.
اليوم، الشيروكية هي من اقوى اللغات الأصلية للأمريكتين بسبب التوثيق المستمر والعميق لهذه اللغة؛ ان اغلب الكتابات باللغات الأمريكية الاصلية مكتوبة بالشيروكية. تتضمن هذه الكتابات قاموسا شيروكيا وتسجيلا كاملا لقواعد اللغة وترجمة كاملة للعهد الجديد، وجريدة تسالاجي تسوليهيسانوي (بالإنجليزية: Cherokee Phoenix)‏، أول جريدة ينشرها السكان الأصليون وأول جريدة بلغة السكان الأصليين. هناك العديد من المتحدثين بالشيروكية من كل الاعمار في مناطق مختلفة من الولايات المتحدة، منها أوكلاهوما وكارولينا الشمالية، ويبدي الشباب الشيروكيين اهتماما بهذه اللغة وتمسكا بها.